# Afféry
Afféry (parfois nommée Aféri ou Grand Aféri) est une localité du sud de la Côte d'Ivoire, située dans la Région de La Mé, dans le District d'Adzopé et dans le département d'Akoupé. La localité d'Afféry est chef-lieu de commune. Le nom Afféry provient de « maféri », une expression dérivée de l'Agni et de l'Ashanti qui veut dire « je suis fatigué de ».
Afféry est une commune du nouveau département d'Akoupé, située à 12 km de son chef-lieu en empruntant la voie qui mène à Agboville, la capitale régionale de l'Agnéby.

## Démographie
| 1975   | 1988   | 2010   |
| ------ | ------ | ------ |
| 11 299 | 16 957 | 28 587 |